# محمد بن سالم الطبلاوي
محمد بن سالم بن علي الطبلاوي المصري الأزهري الشافعي المعروف بـ«ناصر الدين الطبلاوي» نسبة إلى طبلية أو طبلوها وهي قرية بمركز تلا، محافظة المنوفية بمصر.
ولد في حدود 866 هجرية (عرف ذلك من تاريخ وفاته فقد عاش نحو مائة سنة)، حيث كانت وفاته في العاشر من شهر جمادي الثانية عام 966 هجرية ودفن  في حوش الإمام الشافعي.
وصفه مترجموه بأنه: الإمام العلامة الحبر أحد العلماء الأفراد بمصر بقية السلف الكرام شيخ الإسلام، ناصر الدين الطبلاوي المصري الشافعي وهو من رجال إسناد معظم الإجازات في القراءات العشر.

## حياته
قال الشيخ عبد الوهاب الشَّعْرَاني (898-973هـ): صحبته نحو 50 سنة فما رأيت في أقرانه أكثر عبادة لله تعالى منه لا تكاد تراه إلا في عبادة، إما يقرأ القران، وإما يصلي، وإما يعلم الناس العلم، وانتهت إليه الرئاسة في سائر العلوم بعد موت أقرانه قال:
وكان- رضي الله تعالى عنه- مشهوراً في مصر بكثرة رؤية رسول الله ﷺ وأقبل عليه الخلائق إقبالاً كثيراً بسبب ذلك، فأشار عليه بعض الأولياء بإخفاء ذلك، فأخفاه (1، 2)
وهذا العالم ترك ذرية مباركة، هم : 
ابنه أبو النصر بن ناصر الدين الطبلاوي (المتوفي سنة 1024 هـ) وكان عالماً أيضاً كتب فيه تلميذه عبد الله بن محمد بن عبد الله الوفائي الحسيني (المشهور بالطبلاوي) والمغربي الأصل قصيدته الشهيرة التي كانت مطلعها (ياسلسلة الصدغ من لواك علي الخال ).
وحفيده منصور الطبلاوي(ت 1014هـ ) المعروف بـسبط الطبلاوي وهو فقيه شافعي حافظ للقرآن بالروايات، وقد حمل علما عن أبيه أبي النصر بن ناصر - وله مؤلفات عديدة. (3)
ويأتي أيضاً ذكر لحفيد له من ناحية الأم هو الشيخ عبد القادر بن عثمان الطوري القاهري الحنفي مفتي الحنفية.
منزلة الإمام ناصر الدين الطبلاوي
قال الشيخ عبد الوهاب الشَّعْرَاني
وليس في مصر أحد الآن يقرر في بيان العلوم الشرعية، وآلاتها إلا هو حفظاً، وقد عدوا ذلك من جملة كراماته، فإنه من المتبحرين في التفسير والقراءات والفقه والحديث والأصول والمعاني والبيان والطب والمنطق والكلام والتصوف، وله الباع الطويل في كل فن من العلوم، وما رأيت أحداً في مصر أحفظ لمنقولات هذه العلوم منه،.. وولي تدريس الخشابية وهي من أجلِّ تدريسٍ في مصر (وهي مشروطة لأعلم علماء الشافعية)، يجتمع في درسه غالب طلبة العلم بمصر، وشهد له الخلائق بأنه أعلم من جميع أقرانه، وأكثرهم تواضعاً، وأحسنهم خلقاً، وأكرمهم نفساً.لا يكاد أحد يغضبه..
وله صدقة كثيرة لا يكاد يبيت على دينار ولا درهم مع كثرة دخله تبعاً لشيخه الشيخ زكريا الأنصاري.
قال الشعراني: وقد عاشرته مدة سنين أطالع أنا وإياه لشيخ الإسلام المذكور، فكنت أطالع من طلوع الشمس إلى الظهر، ويطالع هو من الظهر إلى غروب الشمس، فما كنت أظن أحداً بمصر أكرم مني مجلساً، فكنت إن نظرت إلى وجه شيخ الإسلام سررت، وإن نظرت إلى وجه الشيخ ناصر الدين سررت وكأنما النهار الطويل يمر كأنه لحظة من أدبه وأدب شيخه، من حلاوة منطقهما وكثرة فوائدهما، لا سيما في علم التأليف والوضع وضم الألفاظ انتهى. (1، 2)

## شيوخه
شيخه في القراءات هو شيخ الإسلام زكريا الأنصاري (4 ) وقال عن نفسه في إجازته لبعض الآخذين عنه ما نصه:
تلقيت العلم عن أجلة من المشايخ منهم:
قاضي القضاة زكريا، وحافظ عصرهم الفخر بن عثمان الديلمي، والسيوطي، والبرهان القلقشندي بسندهم المعروف، وبالإجازة العالية مشافهة عن الشيخ شهاب الدين البيجوري، شارح جامع المختصرات، نزيل الثغر المحروس بدمياط بالإجازة العالية، عن شيخ القراءوالمحدثين، محمد بن الجزري (1، 2)
ومن صدقه وتواضعه في أخذ العلم أنه حضر درس الشيخ شمس الدين محمد الرملي(919 – 1004 هـ) الشهير بالشافعي الصغير الذي عده جماعة من العلماء مجددا للقرن العاشر ففي خلاصة الأثر ما نصه: حضر درسه أكثر تلامذة والده وممن حضره الشيخ ناصر الدين الطبلاوي (866 تقريبا – 966 هـ) الذي كان من مفردات العالم مع أنه في مقام أبنائه فليم على ذلك وسئل عن الداعي إلى ملازمته فقال لا داعي لها إلا أني أستفيد منه ما لم يكن لي به علم.

## تلاميذه بدء بالقراء منهم
الشيخ شحاذة اليمني 
وهو أبرز من ظهر اسمه في أسانيد المتأخرين ممن أخذ عنه القراءات العشر الكبرى (4).
أحمد بن علي الفلوجي المقرئ
(918 – 981 هـ)
العلامة شهاب الدين الحموي
الشافعي، المجود، الواعظ. حفظ المتون كالشاطبية، والرائية، والألفية وأخذ عن جملة من العلماء منهم الشيخ ناصر الدين محمد بن سالم الطبلاوي، وابن عبد الحق(1).
عبد الله الهندي
(المتوفى 957 هـ)عبد الله بن منلا صدر الدين بن منلا كالي الهندي، الحنفي. اشتغل بحلب في كبره بالعلم، واعتنى بالقراءات، وجمع للسبعة، ثم للعشرة، وأخذ بها عن الشيخ إبراهيم اليشبكي، والشيخ إبراهيم الصيرفي، والأريحاوي، والشيخ أحمد بن قيما، ثم دخل إلى القاهرة، وأخذ عن الشيخ ناصر الدين الطبلاوي وغيره، ثم رجع إلى حلب، ولزمه الطلبة في القراءات، وحج سنة 957 هـ، وتوفي وهو راجع في طريق الحج. (1، 2).
علي بن غانم المقدسي
(920 – 1004 هـ) ، حفظ القرآن وتلاه بالسبع على الشيخ الفقيه الورع الزاهد شهاب الدين أحمد بن الفقيه علي بن حسن المقدسي الحنبلي ، وأخذ عن قاضي القضاة محب الدين أبي الجود* محمد بن إبراهيم السديسي الحنفي قرأ عليه القراآت والفقه وسمع عليه كثيراً..
وأخذ عموما عن عدد من الشيوخ منهم خاتمة المحققين الشيخ ناصر الدين الطبلاويومنهم الشيخ المسند شمس الدين محمد بن شرف الدين السكندري يروى عنه الحديث المسلسل بالأولية والكتب الستة والقراآت (3).
زين الدين بن علي الجبعي العاملي
(911 – 965 هـ)، قرأ عليه الفقيه الاِمامي زين الدين بن علي الملقب بالشهيد الثاني. وعند ذكره من تلقى عنهم قال ما نصه:
ومنهم: الشيخ ناصر الدين الطبلاوي الشافعي، قرأت عليه القرآن (بقراء‌ة ابن (هكذا) عمرو) ورسالة في القراء‌ة من تأليفاته. ومنهم: (الشيخ شمس الدين محمد بن أبى النحاس)، قرأت عليه (الشاطبية) في القراء‌ة، والقرآن العزيز للائمة السبعة، وشرعت ثانيا اقرأ عليه العشرة ولم أكمل الختم بها. (5) اهـ
ولم أجد تلقيه هذا في كتب السنة. ومثل ذلك يعد من النوادر، لبعد كثير من الشيعة عن الاهتمام بحفظ القرآن فضلا عن القراءات. ويظهر من ترجمته أنه تلقى العلم داخل صفوف طلبة العلم السنيين قبل ترأسه وظهور تآليفه في مذهبه المنحرف.

## الآخذون عنه من غيرهم
لا شك أن الآخذين عن العلامة الطبلاوي لا يحصون، ونذكر هنا عددا من العلماء ممن نصوا في تراجمهم على أخذه منه:
محمود البيلوني الحلبي
أجازه الطبلاوي كتابة سنة 892 هـ - وفيها نص شيوخه أعلاه. (1، 2).
محمد الخطيب الشربيني
( المتوفى سنة 977هـ).
الشيخ الإمام العالم العلامة الهمام الخطيب شمس الدين محمد الشربيني القاهري الشافعي
أخذ عن جملة من العلماء منهم الشيخ ناصر الدين الطبلاوي، وغيرهم، وأجازوه بالإفتاء، والتدريس(1، 2).
ابن حجر الهيتمي
(المتوفى سنة 973 هـ).أخذ عنه شهاب الدين أبو العباس أحمد بن محمد بن محمد الهيتمي.
ابن البقا الأربلي السعدي الأنصاري الشافعي المكي
(المتوفى في حدود 970 هـ)أبو بكر بن أحمد القاضي تقي الدين الأربلي، ثم الحموي الشهير بابن البقا بالموحدة والقاف المشددة، أخذ عن الشيخ ناصر الدين الطبلاوي(1).
شمس الدين الداودي
( 942 - 1006 هـ).
محمد بن داود بن صلاح الدين الداودي القدسي الدمشقي
الشافعي المحدث الفقيه علم العلماء الأعلام والمفتي المدرس الهمام.رحل إلى مصر وأخذ عن جماعة من المصريين منهم ناصر الدين الطبلاوي (3).
أحمد بن حسن بن عبد المحسن الرومي
(ولادته في الستين من المائة العاشرة هـ).أحمد الرومي - أجاز له حين دخل مع والده الديار الشامية والمصرية، جماعة من العلماء الأجلة، منهم: الإمام محمد البرهمتوشي الحنفي، والشيخ الإمام المحدث شمس الدين العلقمي الشافعي، والشيخ البارع بقية الأفاضل، ومجمع الفضائل، ناصر الدين الطبلاوي. (6)
وأظن مثل هذا ذكر في ترجمته دخولا تحت بعض الإجازات العامة لأن ولادته في العشر التي مات فيها الإمام الطبلاوي.

## مؤلفاته
له مصنفات منها:
1. شرحان على البهجة الوردية لعمر بن مظفر ابن الوردي وهذا المتن يقع في حدود الخمسة آلاف بيت في الفقه الشافعي.
2. بداية القارئ في ختم صحيح البخاري.
3. شرح الحاوي الصغير للقزويني في الفروع.
4. مرشدة المشتغلين في أحكام النون الساكنة والتنوين. (7)
5. وله منظومة مخطوطة من محفوظات دار الكتب المصرية لم يذكرها مترجموه وعليها خطه في آخر صفحاتها (10).

## وفاته
قال أبو المكارم نَجْم الدِّين محمد بن محمد بن محمد الغَزِي العامري القرشي الدمشقي(977-1061 هـ) ،
توفي كما بخط والد شيخنا نقلاً عن ثقات كانوا بمصر 10 جمادى الآخرة سنة 966 هـ ودفن في حوش الإمام الشافعي، وكان له جنازة عظيمة، وصلي عليه غائبة بدمشق يوم الجمعة 13 شعبان قال والد شيخنا: وقيل لي أنه عمر نحو المائة وانتفع به خلق كثير رحمه الله تعالى اهـ (1، 2، .